# War Rock
War Rock je multiplayerová online FPS akční počítačová hra, dostupná jak volně ke stažení, tak i k zakoupení v krabicové verzi (zatím ne v ČR). Warrock má oproti hrám stejného žánru nízké hardwarové nároky, i přes jeho pěknou grafiku.
Warrock je dostupný v mezinárodní verzi, která neobsahuje krev, na rozdíl od svého korejského bratříčka.
Korejskou verzi si ovšem nezahrajete, pokud nežijete v Koreji. Vydavatel mezinárodní verze K2 Network se takto rozhodl, aby hodnotící systém ESRB označil hru písmenem T značícím, že hru mohou hrát mladiství hráči.
Otevřený betatest hry byl ukončen 31. ledna 2007 a od 7. února se hra dá koupit v krabicovém vydání, nebo se ve hře dá koupit vylepšovací balíček, po jehož aktivaci získáte více možností pro hru.

## O hře
Hra se odehrává uprostřed fiktivní občanské války ve střední Asii, ve fiktivním státu Derbaran, kde proti armádě Derbaranu stojí rebelská organizace nazvaná NIU (National Independence Union = Unie národní nezávislosti).

## Povolání
Hráč si může vybrat z pěti herních povolání:
- Voják (Assault)
- Medik
- Technik/ženista (Engineer)
- Sniper
- tzv. těžký voják (Heavy Trooper)

Každý používá v boji jiné, pro sebe specifické, zbraně (povolání není na celou historii hry).

## Herní módy
Hrát se může v několika různých herních módech:
- CQC (Close Quarters Combat) – mód který se hraje na malých mapách a úkolem jednoho z týmů je odpálit nálož na určeném místě.
- Urban Ops – zde se již dají používat vozidla a hraje se na středně velkých mapách.
- Battle Group – mód se hraje na opravdu velkých mapách, využívá se na nich kromě vozidel hojně i letounů, úkolem v posledních dvou jmenovaných módech je dobýt a udržet taktické pozice.

Hra také nabízí klasický Free For All deathmatch, kde se nehraje na týmy, ale každý sám za sebe.

## Zbraně
V základě máte 4 sloty na zbraně, ale když si koupíte prémiový účet, tak si můžete pořídit i 5. a 6. slot. Některé zbraně můžete kupovat, pokud máte již předtím zmíněný prémiový účet, který se kupuje na www.gamersfirst.com nebo na www.warrock.net za dolary. Ve hře nahráváte fiktivní peníze, za které si kupujete lepší zbraně, ale některé zbraně se dají koupit od určitých levelů. U zbraně je určeno damage (zranění), speed (rychlost), accuracy (přesnost) a recoil (zpětný ráz). Každá zbraň je různě drahá podle typu a výkonnosti. Účet si registrujete na www.warrock.net.

## Technické informace
Minimální požadavky na počítač jsou následující:
- Pentium III 800 MHz procesor
- 512 MB RAM
- Radeon 8500LE, Geforce MX 400 nebo lepší grafická karta[1]
- 900 MB místa na pevném disku (mění se s přibývajícími opravnými balíky hry)

Hru vyvíjí tým Dream Execution na enginu Jindo3d, mezinárodní verzi vydává K2 Network.